# Leszek Dobrzyński
Leszek Dobrzyński (Estetino, 5 de junho de 1967) é um político da Polónia. Foi eleito para a Sejm em 25 de Setembro de 2005 com 7136 votos em 41 no distrito de Estetino, candidato pelas listas do partido Prawo i Sprawiedliwość.